# Jo (bande dessinée)
Pour les articles homonymes, voir Jo.
Jo est une bande dessinée de Derib publiée en 1991 traitant du sida.
Publiée par une fondation suisse, Fondation pour la vie, dans  le cadre d’une opération de prévention à destination des hétérosexuels et des usagers de drogues, elle a ensuite été rééditée aux éditions du Lombard en 1999.
La BD a des vertus pédagogiques, expliquant ce qu'est le sida, les moyens de transmission et les moyens de prévention.

## Synopsis
Jo, une adolescente, rencontre Laurent, un jeune musicien. Ils vivront une histoire d'amour tandis qu'autour d'eux naissent des inquiétudes au sujet du sida.
Laurent se montre de plus en plus nerveux, son grand frère ayant contracté le virus par seringue contaminée. Jo prend alors la démarche de faire le test : Laurent est négatif, mais Jo est dépistée positive, à la suite d'une unique relation avec un partenaire précédent sans protection.
Commence alors une vie difficile, dans laquelle Jo doit vivre avec sa maladie. Heureusement, Laurent, comme la plupart de ses proches, l'assiste jusqu'à son épuisement et sa mort.

## Éditions
- Jo, Fondation pour la vie, 1991  (ISBN 2-940015-00-7). Accompagné de 14 pages de texte.
- Jo, Fondation pour la vie, 1991  (ISBN 2-940015-00-7). Tirage de luxe numéroté et signé.
- Jo, Le Lombard, coll. « Signé », 1999  (ISBN 2-8036-1404-9).
- Jo, Le Lombard, coll. « Signé », 2008  (ISBN 978-2-8036-2425-6). Contient des planches inédites.